# Lipské dělení (1485)

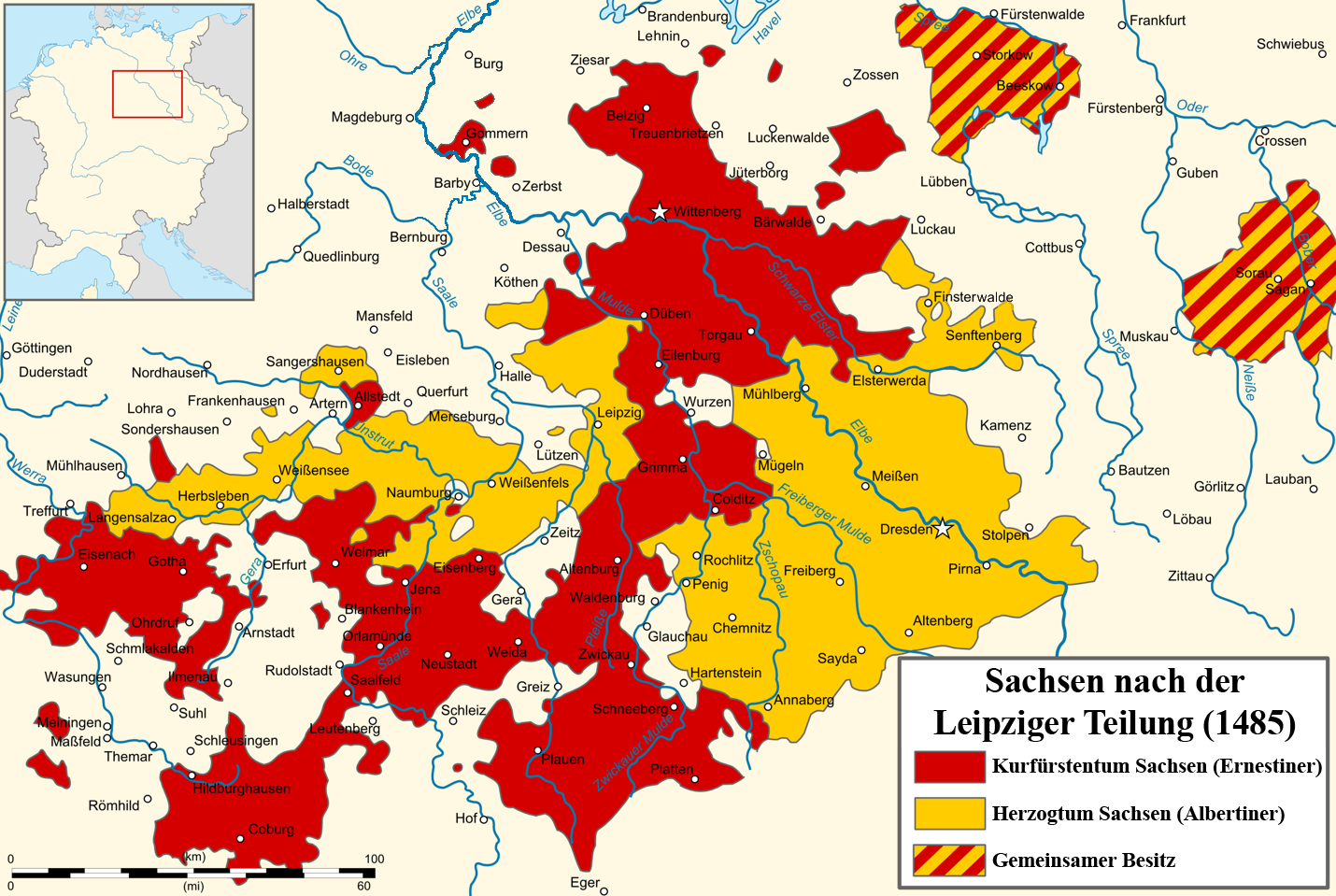
Mapa rozdělení zemí Wettinů podle Lipského dělení. Červeně Ernestovo kurfiřtství, žlutě Albrechtovo vévodství, šrafurou společně držená území.

Lipské dělení (německy Leipziger Teilung) představovalo bratrské rozdělení wettinských dědičných zemí (zhruba dnešních německých spolkových zemí Sasko a Durynsko) na část albertinskou a ernestinskou (pojmenovaných podle křestních jmen obou zúčastněných bratrů), a zároveň spojení saského kurfiřtského hlasu se zeměmi ernestinské větve rodu. Smlouva mezi bratry Albrechtem Srdnatým (něm. Albertem) a Arnoštem (něm. Ernestem) byla sepsána v Lipsku, 11. listopadu 1485. Rozdělení zemí mocného německého knížecího rodu vedlo k řadě sporů v průběhu 16. století, oslabení saských vladařů a v dlouhodobém důsledku k mocenskému vzestupu Braniborsko-pruského kurfiřtství na úkor Saska.

## Podrobný průběh a obsah dohody
17. července 1485 se saští vévodové a bratři Albrecht a Arnošt předběžně domluvili na rozdělení svých území. Preliminární (předběžná) smlouva byla sepsána v Lipsku 26. srpna. Po konečném sepsání a ztvrzení dohody z 11. listopadu v Lipsku následovalo ještě potvrzení císařem Fridrichem III. 24. února 1486 ve Frankfurtu. Starší z obou vévodských bratrů, Arnošt, který byl již od roku 1464 saským kurfiřtem, trval především na tom, aby pro své potomky navždy získal bývalé Sasko-wittenberské vévodství, na které byl vázán saský kurfiřtský hlas, a které bylo v roce 1423 začleněno do wettinských zemí jako tzv. Kurfiřtský kraj (něm. Kurkreis). Jádro zemí obou bratrů tvořilo Arnoštovo Durynské lankrabství a Albrechtovo Míšeňské markrabství. Albrecht k tomu získal severní části Plíseňska a tzv. Osterland, země v okolí Lipska. Kromě těchto držav pod přímou vládou získal také fojtské právo nad knížecím biskupstvím Merseburg a okněžněnou ženskou světskou kanonií Quedlinburg a také lenní svrchovanost nad některými durynskými bezprostředními hrabaty. Arnošt získal vedle Durynska a Kurfiřtského kraje také Fojtsko, wettinské země ve Frankách, jižní části Plíseňska a Osterlandu (kolem Altenburgu), fojtská práva nad knížecím biskupstvím v Naumburgu a lenní svrchovanost nad bezprostředními durynskými hrabaty z Kirchbergu, Reussu a Gleichenu. Ve společném vlastnictví obou bratrů zůstalo fojtské právo nad knížecím biskupstvím Míšeň, slezské knížectví Zaháň zastavené Českou korunou, českým králem zprostředkovaná lenní svrchovanost nad bibrštejnskými panstvími Żary a Beeskow v Lužicích, českým králem Vladislavem zastavené příjmy z cel a trhů v hornolužickém Zhořelci, městečko Neustädtl u Schneebergu v Podkrušnohoří, práva ochrany nad svobodnými říšskými městy Nordhausen, Mühlhausen a Erfurt a především veškeré doly a příjmy z hornictví a zpracování kovů. Oba bratři byli též spoluvlastníky nedílového panství Treffurt v Durynsku rozděleného mezi čtyři zeměpány.

## Důsledky
Jedním z přímých důsledků bratrského vypořádání bylo opuštění rodové rezidence v míšeňském hradu Albrechtsburg. Vévoda Albrecht od roku 1485 sídlil raději na svém hradě v Drážďanech, které v roce 1500 učinil hlavním městem Saského vévodství. Kurfiřt Arnošt, který dělením o město Míšeň přišel, si nechal zřídit velkolepou renesanční rezidenci, dostavěnou teprve jeho potomky - zámek Hartenfels v Torgau v Kurfiřtském kraji. Dalším důsledkem bylo, že i když jediné vévodství mezi wettinskými zeměmi - vévodství Sasko-wittemberské (s kurfiřtskými právy) připadlo ernestinské větvi rodu, napříště se každý člen rodu Wettinů tituloval jako vévoda saský, ať už byl kurfiřtem, vládcem nad malým kouskem země či jen titulárním princem. Pouze kurfiřtský titul byl vázán na hlavu rodu a držen ernestinskou větví. Dalšími důsledky byl prohlubující se rozkol mezi oběma rodovými liniemi, který se projevil odlišnou politikou vůči císaři, která obě rodové pošlosti postavila proti sobě ve šmalkaldské válce a vyústila ve Wittenberskou kapitulaci, která odebrala Kurfiřtský kraj i hlas Ernestinům a již navždy jej předala do rukou Albertinů. Následné spory Ernestinů s Albertiny a četná dělení zemí mezi Ernestiny samotnými vedlo k oslabení nejen Arnoštových potomků, ale wettinského rodu jako celku.